# Los Colby
Los Colby (título original en inglés: The Colbys o Dynasty II: The Colbys) fue una serie de televisión estadounidense, emitida por la cadena ABC entre 1985 y 1987. Producida por Aaron Spelling, fue un spin-off de  Dinastía , que había sido la serie mejor valorada en la temporada 1984-1985. Los Colby gira en torno a otra familia multimillonaria, parientes de los Carrington de Dinastía y que poseen una gran corporación multinacional. Con la intención de superar a su predecesor en opulencia, a los productores de la serie se les otorgó un presupuesto inmensamente alto para la época y un reparto plagado de estrellas de cine, incluidos Charlton Heston, Barbara Stanwyck, Katharine Ross y Ricardo Montalbán. Sin embargo, The Colbys fue, en última instancia, una fracaso de audiencia, y sería cancelada después de dos temporadas.

## Argumento
Fallon Carrington Colby (Emma Samms), heredera de la familia Carrington - los protagonistas de Dinastía, que presuntamente había desaparecido, sin embargo reaparece viva, sufriendo de amnesia y usando el nombre Randall Adams. Atraída a California después de reconocer el nombre "Colby", conoce al playboy Miles Colby (Maxwell Caulfield), sin darse cuenta de que es el primo de su exmarido, Jeff (John James). Una empresa comercial mutua lleva a los Colby de California a la mansión Denver del padre de Fallon, Blake Carrington (John Forsythe). 
Ambientada en Los Ángeles,  The Colbys se centra en la extensa familia Colby cuando Jeff se muda a California para comenzar su vida de nuevo, y se encuentra cara a cara con Fallon, ahora casada con su primo Miles. Una feroz rivalidad se desencadena entre Jeff y Miles, y el triángulo amoroso se extiende durante toda la serie. El padre de Miles, el multimillonario Jason Colby (Heston), tiene un matrimonio difícil con la fría Sable (Stephanie Beacham), y una atracción desde hace mucho tiempo hacia la hermana de Sable, Francesca (Katharine Ross): la madre separada de Jeff y exesposa del difunto hermano de Jason. Otros personajes incluyen la poderosa hermana de Jason, Constance (Barbara Stanwyck), la hermana gemela de Miles, Mónica (Tracy Scoggins) y la hermana pequeña Bliss (Claire Yarlett).
Durante la primera temporada algunas de las líneas argumentales incluyen la construcción de un oleoducto, la venganza de Zach Powers (Ricardo Montalban) contra los Colby, el romance entre Jason y su cuñada Francesca, el posterior colapso del matrimonio de Jason con Sable y, finalmente, la revelación de que Jason y no su hermano Philip, de hecho, es el padre de Jeff. Inicialmente hubo una serie de cruces con miembros del elenco de Dinastía, en particular Blake Carrington, sus hijos Adam y Steven, y su medio hermana Dominique Deveraux. Al final de la temporada, Fallon se entera de que Miles podría ser el padre del hijo que va a tener, el avión de Mónica se estrella y Sable hace arrestar a Jason por asalto y agresión, alegando que él había infligido las heridas que ella sufrió al caerse por unas escaleras.
En la segunda temporada, Jason logra divorciarse de Sable y planea casarse con Francesca, pero el Philip presuntamente fallecido años atrás, reaparece con vida. Bliss se enamora de un bailarín ruso vigilado por el KGB. El hijo al que Monica había renunciado ocho años antes regresa a su vida, y Constance y Hutch fallecen en un accidente de avión en la India. Al final de la temporada, la esposa de Miles, Channing, telefonea para decir que abortará al niño del que está embarazada, Sable secuestra al hijo de Monica, Francesca aparentemente muere después de un accidente automovilístico, y Fallon, atrapada en el desierto, es aparentemente secuestrada por extraterrestres. Sería el último cliffhanger de la serie que fue cancelada posteriormente.

## Reparto
| Actor / Actriz    | Personaje                          | Temporadas | Temporadas |
| Actor / Actriz    | Personaje                          | 1          | 2          |
| ----------------- | ---------------------------------- | ---------- | ---------- |
| Charlton Heston   | Jason Colby                        | Principal  | Principal  |
| Barbara Stanwyck  | Constance "Connie" Colby Patterson | Principal  | Ausente    |
| John James        | Jeffrey Broderick "Jeff" Colby     | Principal  | Principal  |
| Katharine Ross    | Francesca "Frankie" Scott          | Principal  | Principal  |
| Stephanie Beacham | Sabella "Sable" Scott Colby        | Principal  | Principal  |
| Emma Samms        | Fallon Morell Carrington Colby     | Principal  | Principal  |
| Maxwell Caulfield | Miles Andrew Colby                 | Principal  | Principal  |
| Tracy Scoggins    | Monica Scott Colby                 | Principal  | Principal  |
| Joseph Campanella | Henry "Hutch" Corrigan             | Principal  | Ausente    |
| Claire Yarlett    | Bliss Colby                        | Principal  | Principal  |
| Ricardo Montalban | Zachary "Zach" Powers              | Principal  | Principal  |
| Ken Howard        | Garrett Boydston                   | Principal  | Principal  |
| Michael Parks     | Philip Colby                       | Ausente    | Principal  |